# オメデトウ (mihimaru GTの曲)
『オメデトウ』は、mihimaru GTの24枚目のシングル。2010年4月21日にユニバーサルJから発売された。

## 概要
- 前作「Love Letter」から、アルバム『mihimalogy』を挟んで約2ヶ月ぶりのシングル作品であり、mihimaru GTが2010年にリリースされた唯一のシングルでもある。初回限定盤と通常盤の2形態でリリースされ、前者にはオメデトウのPVを収録したDVDが同梱されている。
- 表題曲「オメデトウ」は、東宝配給アニメ映画『クレヨンしんちゃん 超時空!嵐を呼ぶオラの花嫁』の主題歌とテレビ朝日系『お願い!ランキング』3月度エンディングテーマとして使用された。なお、映画でのアニメ主題歌を担当したのは、2007年に公開された「映画ドラえもん のび太と魔界大冒険  〜7人の魔法使い〜」に起用された「かけがえのない詩」以来、3年ぶりとなる。因みに、この「かけがえのない詩」と表題曲である「オメデトウ」は、両曲ともにバラードであり、どちらも、 “未来” や “結婚”、“別れ” がテーマに季節は春をイメージしている為、ファンの間では「かけがえのない詩」のその後を描いた続編ソングと記されている[要出典]。

## 収録曲
1. オメデトウ [5:28]
  - 作詞：hiroko、mitsuyuki miyake / 作曲：Hidemi Ino、mitsuyuki miyake / 編曲：YANAGIMAN

東宝配給アニメ映画『クレヨンしんちゃん 超時空!嵐を呼ぶオラの花嫁』主題歌。
テレビ朝日系『お願い!ランキング』3月度エンディングテーマ
2. Fascinating Girl [3:40]
  - 作詞：hiroko、mitsuyuki miyake、Degioligo、Albertsson、Pettersson / 作曲：hiroko、mitsuyuki miyake、Degioligo、Albertsson
3. オメデトウ (Inst)
4. Fascinating Girl (Inst)

### DVD（初回限定盤のみ）
1. オメデトウ -music clip-

## 収録アルバム
オメデトウ
- mihimaballads
- mihimalight
- THE BEST of mihimaru GT 2
- 10th Anniversary BEST 2003-2013
- THE SINGLE of mihimaru GT

Fascinating Girl
- mihimania III〜コレクション アルバム〜
- mihimania collection